# 8373 Stephengould
8373 Stephengould (1992 AB) là một tiểu hành tinh nằm phía ngoài của vành đai chính được phát hiện ngày 1 tháng 1 năm 1992 bởi Carolyn S. Shoemaker và Eugene Merle Shoemaker ở Palomar. Tiểu hành tinh được đặt tên theo tên của Stephen Jay Gould.